# Maladie rare
«  Maladie orpheline » redirige ici. Pour les autres significations, voir Orpheline (homonymie).
 (septembre 2019).

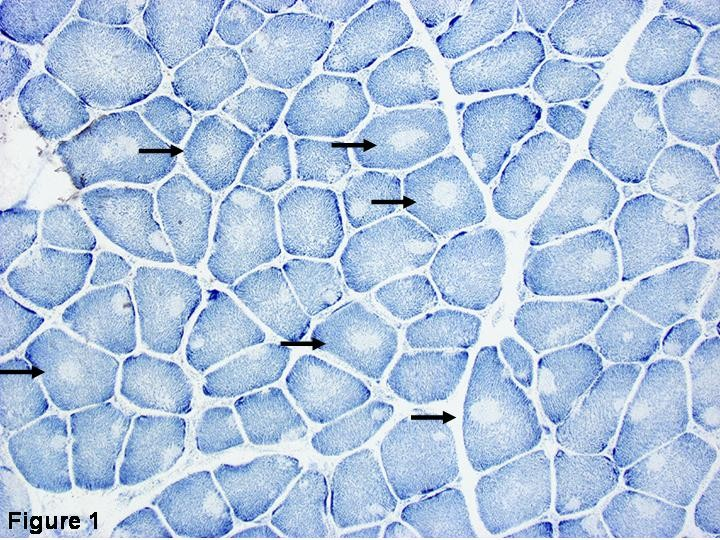
Exemple de la maladie de la myopathie congénitale à cores centraux qui est un trouble neuromusculaire génétique rare. Moins de 5 000 personnes aux États-Unis ont cette maladie.

Une maladie rare est une maladie dont la prévalence est inférieure à 0,05 % (5 personnes sur 10 000), selon la définition réglementaire européenne. À ce jour, on estime qu'il en existe entre 5 000 et 8 000. Bien que chacune ne touche que peu d'individus, leur grande variété fait que le nombre de personnes concernées dépasse, en France, le nombre de malades atteints de cancer. La grande majorité des maladies rares (environ 80 %) est d'origine génétique. Souvent, les malades en souffrent toute leur vie (même si certains symptômes peuvent n’être présents qu'à certains stades de l'évolution de la maladie) ; dans le cas des maladies congénitales, le taux de mortalité à cinq ans atteint 30 %,.
On parle de maladie orpheline pour désigner celle pour laquelle on ne dispose d'aucun traitement efficace, comme les maladies à prions. Les traitements proposés pour ces pathologies se limitent à en diminuer les symptômes et, de fait, de nombreuses maladies rares sont aussi orphelines. Néanmoins, certaines maladies à forte prévalence mais pour lesquelles il n'existe pas de traitement, comme la maladie d'Alzheimer ou l'hémochromatose, sont orphelines sans être rares.

## Définitions
Il n'existe pas de définition universelle de ce qu'est une maladie rare. Néanmoins, les autorités médicales de par le monde s'appuient en général sur une faible prévalence pour assigner le statut de maladies rare, certaines ajoutant des critères en termes de sévérité ou de chronicité. Par ailleurs, suivant les pays, la prévalence est parfois calculée à l'échelle du territoire national ce qui fait qu'une maladie rare dans un pays peut, selon des critères identique en termes de prévalence, n'être pas rare dans un autre ; ou encore, qu'une maladie rare peut être relativement fréquente au sein d'un sous-groupe de la population considérée.
Aux États-Unis, la définition des maladies rares inclut toute maladie ou condition de santé qui affecte moins de 200 000 personnes sur le territoire (définition donnée dans la rare Disease Act de 2002), soit moins de 1 personne pour 1500. Au Japon, la limite est fixée à 50 000 personnes sur le territoire, soit 1 personne pour 2500[réf. souhaitée]. Enfin, l'Union européenne définit une maladie rare comme une maladie chronique ou potentiellement mortelle dont la prévalence est inférieure à 1/2000 et qui nécessite un effort particulier pour développer un traitement.
Dans un cas extrême, une maladie rare peut toucher une seule personne dans le monde. Cela semble être le cas pour la déficience en ribose-5-phosphate isomerase, une maladie métabolique pour laquelle le seul patient connu est né en 1984, ce qui en fait virtuellement « la maladie la plus rare ».
Par définition, une faible prévalence se traduit par un nombre relativement limité de patients atteints, à l'échelle nationale tout au moins. Par exemple, le seuil de prévalence de 1/2000 adopté par l'UE induit qu'une maladie rare peut toucher jusqu'à 30 000 personnes en France et 250 000 à l'échelle de l'Union.

## Problématique: des maladies rares souvent orphelines
Les maladies rares sont très souvent orphelines du fait de la difficulté économique de développer des thérapies pour un nombre très faible de malades (par exemple, une naissance sur 100 000 - un taux courant pour des affections génétiques rares - ne représente qu'environ huit cas par an en France) : le marché potentiel extrêmement limité ne permet pas d’engager les investissements considérables nécessaires.

## Les maladies rares en quelques chiffres
- Orphanet, le portail des maladies rares de l'INSERM auquel participent 38 pays, recense près de 6 200 maladies rares, dont 72 % sont d’origine génétique et 70 % se déclarent dès l'enfance[1].
- Par extrapolation on estime qu'au moins 300 millions de personnes en souffrent (4 % de la population mondiale). Parmi les 6 172 maladies rares prises en compte dans l'étude d'Orphanet[8], 149 pathologies sont responsables de 80 % des cas[1].
- Cinq nouvelles pathologies sont décrites chaque semaine dans le monde. 6 à 8 % de la population mondiale seraient concernés, de près ou de loin, par ces maladies, soit 3 millions de Français, 30 millions d’Européens et 27 millions de Nord-Américains[6].
- 65 % des maladies rares sont graves et invalidantes[9]. Elles sont caractérisées par :

- un début précoce dans la vie, deux fois sur trois avant l’âge de 2 ans ;
- des douleurs chroniques chez un malade sur cinq ;
- la survenue d’un déficit moteur, sensoriel ou intellectuel dans la moitié des cas, à l’origine d’une incapacité réduisant l’autonomie dans un cas sur trois ;
- la mise en jeu du pronostic vital dans presque la moitié des cas, les maladies rares expliquant 35 % des décès avant l’âge de 1 an, 10 % entre 1 et 5 ans et 12 % entre 5 et 15 ans.

### Les maladies rares en France

#### Effectifs
- Une cinquantaine de maladies rares touchent chacune quelques milliers de personnes en France, alors que 500 autres n’atteignent que quelques centaines, voire quelques dizaines de personnes.
- On dénombre environ 3 millions de personnes en France, atteints de maladies rares.
- Le dénombrement des maladies rares demeure difficile, toutefois à titre d’exemples, on peut estimer en France[10] :

22 000 malades atteints de drépanocytose
20 000 malades atteints de neurofibromatose de type I
8 000 malades atteints de paralysie supranucléaire progressive
8 000 malades atteints d'hémophilie
5 500 malades atteints de sclérose latérale amyotrophique
5 000 à 6 000 malades atteints de mucoviscidose
5 000 malades atteints de myopathie de Duchenne
plus de 1 000 malades atteints de myofasciite à macrophages
plus de 2 500 malades atteints par une maladie lysosomale, 50 pathologies étant regroupées sous ce terme
400 à 500 malades atteints de leucodystrophie
Moins de 100 malades atteints de la fibrodysplasie ossifiante progressive
Quelques cas de progéria ou vieillissement précoce (moins de 100 cas dans le monde).

#### Les Plans nationaux maladies rares
L'État français a déployé trois plans nationaux pour les maladies rares (PNMR), le premier sur 2005-2006, le second sur 2010-2014 et le troisième à partir de 2018. Un CRMR (centre de référence maladie rare) a été créé pour chaque maladie rare. Constitué d'un site coordinateur, complété au besoin par un site constitutif, il chapeaute un ensemble de CCMR (centre de compétence maladie rare) qui assurent la prise en charge et le suivi des patients au plus près du domicile.
Créé en 2001, Maladies Rares Info Services assure un service national d'écoute, d'information et d'orientation expert dans les maladies rares. Il est accessible à tous (malades, aidants et professionnels de santé) par téléphone au 0 800 40 40 43 (numéro vert) ou via le formulaire] en ligne .
Au Maroc, le ministère de la Santé et la société Sanofi-Aventis-Maroc signent en juillet 2019 un partenariat public-privé visant à améliorer la prise en charge des maladies rares.

## Stratégies de développements thérapeutiques
Afin de réconcilier le désir de soigner ces maladies avec la faible rentabilité des investissements, plusieurs stratégies sont développées. Elles partagent la même approche : apporter un financement externe à l'industrie indépendant de la rentabilité économique immédiate.
Il peut s'agir d'un financement public, (les pouvoirs publics des grands pays développés commencent à se préoccuper de cet état de fait) aussi bien que d'un financement privé (voir les différentes fondations spécialisées ou les manifestations de collecte de fonds comme le Téléthon de l'Association Française contre les Myopathies).
La contrainte la plus forte semble toutefois rester que les maladies orphelines, même dans un contexte d'assistance spécifique, restent tributaires de leur faible visibilité (beaucoup d'entre elles n'ont pas un soutien assez actif pour être convenablement considérées par les partenaires financiers impliqués).
Les entreprises pharmaceutiques, quand le problème de la rentabilité peut ainsi être allégé, sont généralement favorables au développement de spécialités adaptées à ces maladies rares. En effet, lorsqu'un financement a été trouvé pour une recherche visant une aussi petite cible, il est rare de voir apparaître un concurrent. Le producteur se trouve donc ensuite sur un marché qui exclut naturellement la concurrence industrielle. Cet aspect est pris en compte dans les conditions contractuelles imposées en association avec les actions de financement.

#### Bases de données et dictionnaires
- Ressources relatives à la santé :   - Medical Subject Headings
  - NCI Thesaurus
  - Orphanet
- Notices dans des dictionnaires ou encyclopédies généralistes :   - Britannica
  - Universalis
- Notices d'autorité :   - LCCN
  - Japon
  - Israël
  - Tchéquie
  - Lettonie